# Cervejaria H. Ritter & Filhos

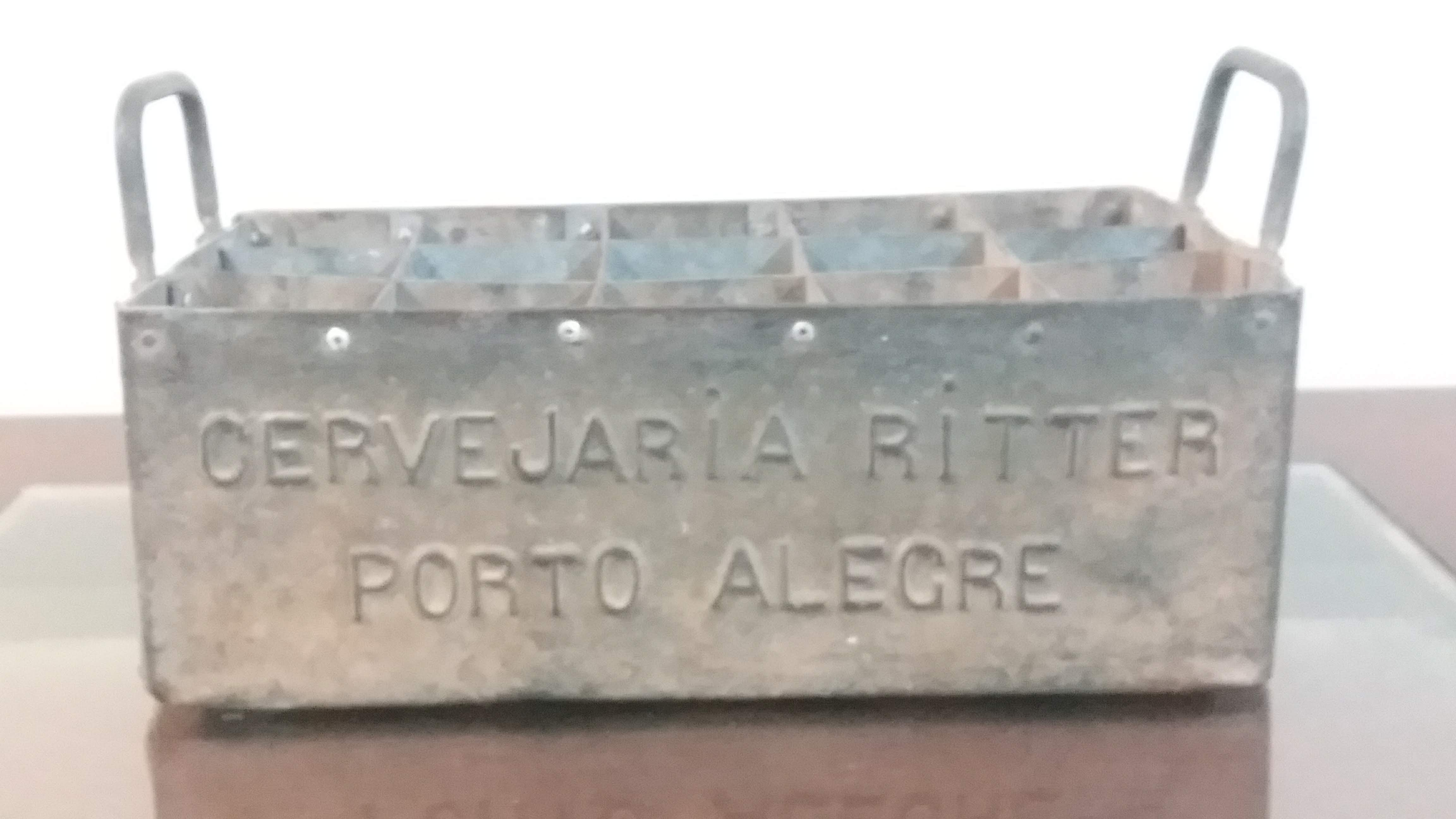
Antigo engradado de cerveja

Cervejaria H. Ritter & Filhos foi uma cervejaria brasileira instalada em Porto Alegre.
Fundada por Henrique Ritter, que inicialmente havia auxiliado na administração da Cervejaria Becker, quando o dono, casado com sua prima-irmã passava por problemas de saúde. A cervejaria iniciou a produção em 1894,  quando Henrique comprou um grande terreno no bairro Moinhos de Vento, bairro no qual funcionava a Hidráulica Guaibense, desde por volta de 1878, fornecendo água encanada para esta parte da cidade. O terreno tinha frentes para as ruas Mostardeiro e Miguel Tostes e lateral para a rua 24 de Outubro. 
O filho de Henrique, Frederico Augusto Ritter, depois de um período afastado da família que incluiu cursos de mestre-cervejeiro na Alemanha, retornou a Porto Alegre, por volta de 1904 e iniciou uma nova fase de expansão do negócio, sendo construída uma nova fábrica e investido na aquisição de máquinas e equipamentos mais modernos. Para essa expansão, os recursos próprios de Henrique Ritter não foram suficientes, sendo preciso recorrer a um novo empréstimo, o qual foi obtido com o irmão, também cervejeiro, Carlos Ritter, fundador da Cervejaria Carlos Ritter e Irmãos, em Pelotas.
Em 1906, a cervejaria mudou-se para a fábrica nova, na rua Voluntários da Pátria, 501, no bairro Navegantes, Quarto Distrito de Porto Alegre. Em 1916, a empresa de H. Ritter e Filhos figurava em oitavo lugar entre as fábricas do Quarto Distrito, em número de operários (55 funcionários), ficando atrás da Companhia Fabril Portoalegrense, da Companhia Fiação e Tecidos, da Ernesto Neugebauer (fabricante de doces), da Oscar Scheitza (tecidos), da Walter Gerdau (móveis) e da Companhia de Vidros.
Em 1 de julho de 1924, foi criada a Cervejaria Continental, a partir da fusão da Cervejaria H. Ritter & Filhos com outras duas cervejarias: Cervejaria Bopp (filhos de Carlos Bopp) e Cervejaria Sassen (de Bernardo Sassen e filhos), criando a Cervejaria Bopp, Sassen, Ritter e Cia Ltda.), que instalou-se no prédio da Cervejaria Bopp, na rua Cristóvão Colombo, 625, com todo o seu maquinário.